# Tipula (Vestiplex) schummelana
Tipula (Vestiplex) schummelana is een tweevleugelige uit de familie langpootmuggen (Tipulidae). De soort komt voor in het Oriëntaals gebied.